# ХБ Торсхавн
ХБ Торсхавн (на фарьорски: Havnar Bóltfelag Tórshavn) е фарьорски футболен клуб от столицата Торсхавн, остров Стреймой. Тимът играе на най-високото ниво на футбола на Фарьорските острови. Отборът на „Б-36“ има 11 шампионски титли и 9 купи на страната явява един от най-успешните футболни отбори на Фарьорските острови.
Тимът е сред най-успешните от страната.

## Успехи
- Формуладейлдин: (Висша лига)
  -  Шампион (24): 1955, 1960, 1963, 1964, 1965, 1971, 1973, 1974, 1975, 1978, 1981, 1982, 1988, 1990, 1998, 2002, 2003, 2004, 2006, 2009, 2010, 2013, 2018, 2020
- Купа на Фарьорски острови:
  -  Носител (30): 1955, 1957, 1959, 1962, 1963, 1964, 1968, 1969, 1971, 1972, 1973, 1975, 1976, 1978, 1979, 1980, 1981, 1982, 1984, 1987, 1988, 1989, 1992, 1995, 1998, 2004, 2019, 2020, 2023, 2024
- Суперкупа на Фарьорски острови:
  -  Носител (3): 2009, 2010, 2019.
- Първа лига:
  -  Победител (1): 1995